# 关于南京大屠杀的争论
南京大屠杀的爭論指的是日本侵华战争初期的1937年與1938年之間，日本军队在中华民国首都南京犯下的大規模屠殺、強姦以及纵火、抢劫等战争罪行与反人类罪行的爭議。该事件的指標性，也成为影响当今中日关系的一个重要历史遗留问题之一。
首先中日双方对该事件所造成的遇害人数及损害状况一直存有争议，這是因為对南京大屠杀遇难者人数的统计偏差较大。许多中國历史学者又常将近30万死者，视为对遇难总人数的一个比较准确的估计。在日本的否定论者及右翼支持者常抓住這一點，主張实际死亡人数显著低于遠東軍事法庭的官方数字，甚至认为大屠杀事件是戰爭導致，或是纯属虚构或中國人所嫁禍。历史学界普遍认可1945年戰後远东国际军事法庭对南京保卫战之調查，得出占领南京城的大日本帝国陆军在城内及周边200里城镇及村落实施暴力的程度与范围“20-30万”人左右的規模。同时，在日本，尽管公众对大屠杀有不同意见，但仅有很少数的人完全否认暴行的存在。数十年来，許多日本记者及学者（如洞富雄及本多勝一）在批驳修正主义者的历史研究方面做出了巨大努力。

## 雙方對遇难人数的爭執
远东国际军事法庭的调查南京大屠杀共造成人员伤亡约260,000人。這是根据1946年南京战争法庭的调查。日本历史学者对遇难人数的估计范围则从0人至200,000人不等，不過中国对遇难人数的官方估计值都为三十萬人以上（仍在補充上升）。也有法國學者認為只有十萬以下，部分數字更低至4万人，甚至更少。
然而过去半个多世纪，南京大屠杀所造成的实际遇难人数，却长期以来還一直是各派争论的焦点。因為反抗殖民而同情日本的印度法官拉达宾诺德·巴尔認為，大東亞戰爭是民族解放，這與德國納粹大屠殺的狀況不同，此外包括东中野修道、田中正明在内的日本一部分人則不相信日軍會有醜聞，並認為在南京發生的殺戮事件是戰爭行為。此外各方對平民死亡人數真实性存有较大異议，包括性质、程度等等。戰後人们只能从其他间接档案中推测实际遇难人数和损失大小，主因是日本對華宣傳戰，戰爭罪多半沒有被記錄，特別是中國佔領地反抗的新聞不被允許報道，反而大力宣傳日本援華友誼、歌舞昇平等，這造成歷史操作的空間。除了這些否定主义者的言论引发了极大的争议，并在国际媒体（主要是中国及韓國）产生反响外，在此同時，中韓方面對日本的仇恨加深與宣傳，尤其近年來，中國大陸對南京大屠殺的單一觀點，又反過來進一步助長了日方提出歷史被政治利用的批評，邻国关系互相加強的負面螺旋，使得事件難以被充分的多元考據並理性還原。

## 雙方事件性质的認知差異
根據2015年聯合國最新入選“世界記憶名錄”的項目名單。在總共47個入選項目中，中國申報的南京大屠殺檔案成功申遺，就引發日本外交部門強烈質疑，雖然日本的政府也稱：「無法否認日軍在進入南京以後，殺害了很多非戰鬥人員和掠奪行為等事實。但是，關於受害者的具體人數有很多說法。日本坦率認識到，由於殖民統治和侵略，給很多國家，尤其是亞洲各國人民帶來了巨大的損害和痛苦，我們會把深刻的反省和衷心的道歉時刻銘記於心，決心不再發動戰爭，走和平的道路。」，不過在民間往往是更加激進的主張。
當前日本學界對南京大屠殺研究存在3個派別，分別是「虛構派」、「肯定派」和「中間派」，事實上因為中日兩國教育機構其實已合作多年，2009年就出版「中日共同歷史研究報告」，認可了南京慘劇的殘酷性，只是雙方仍有部分歧見，另外一部分日本历史教科书对南京历史事件的輕描淡寫之外，有關中日歷史研究的姜克實教授補充指出，當前中國對南京大屠殺等日軍犯罪行為的宣傳、教育也並不算合適，因為是「以培養民族間的怨恨感情為中心」，雙方都对中日关系造成了负面影响。可以說，由于日本右翼否认南京大屠杀的举动，往往被中國认为是全體日本人在变相否认二战时期犯下的罪行，因此这类争论往往激起中國对日本的反感，并造成日本与其中国关系紧张。右翼裡常根據當時日本是「解放東亞」的政治宣傳，既然日軍是使人民脫離國民政府暴政而來，必然需特別考慮行動中間的南京百姓福祉，奇特的更是这些軍國主義者往往也宣称屠杀都是不對的，故而主張屠殺思想應該不可能在這種軍隊裡存在，這是出于政治宣传目的而捏造出来的历史。还有比如日本軍國主義直接否认有大范围的针对平民的屠杀存在，认为屠杀不过是战争中发生的少数不可避免的人员伤亡，并非出于日本皇军的本意，然而充分的史實證明，南京大屠殺是一場巨大的災難。
在日本政治裡大東亞戰爭是解放戰爭的论据中，當年日本「從蔣集團專制中解放中國人民」的政治主張經常被利用到，不過這種觀念在中國並沒有普遍的認識。曾在2012年6月24日，广东省人文学会副会长、广州市白云区政协委员信力建在其新浪微博说：“英勇的军队（满洲国军队）正同友军（大日本帝国陆军）一起‘解放南京’”，之后該發帖很快引爆網路怒火。因為網民不了解日本政治史的情況下，會得出認為他是認可南京大屠杀，是解放中华民国首都南京的結論，《环球时报》痛批中国教育专家公然美化日军侵华实在令人震惊，信力建雖然並发表道歉声明，但當即表示不滿，稱這些言論是用於諷刺日本軍國主義勢力殘留，同时评论《环球时报》“断章取义”。

## 其他爭議
对于南京城范围的定义，屠杀所持续时间的长短，以及遇害人员身份等三个问题，各界存有较大争议。

### 事發地點
南京大屠杀较为狭窄的定义仅包括发生于南京安全区内的屠杀事件以縮減規模，而较为宽泛的定义则包括发生在南京城外的屠杀，更为宽泛的定义将属于南京行政范围内的六个区中所发生的屠杀事件也包含在内。不過一般來說都採用远东国际军事法庭判决所裁定的大屠杀范围是南京城及周边200华里的城镇及村落的大南京部分。

### 持續時間
类似地，南京大屠杀所持续的时间，有人认为仅限于南京城陷落后的六个星期，但也有人认为应该将自日军于1937年11月中旬侵入江苏省起直至1938年3月中旬这4个月中所发生的所有屠杀事件都归于南京大屠杀的定义之下。远东国际军事法庭裁定认为，严重的大屠杀持续了7周，其中前3周属于非常严重的大屠杀。

### 死者身分
关于遇害人员的身份问题，有日本看法认为在当时的情况下杀害战斗类人员，例如殺害战俘和疑似游击队，以為是可以谅解的戰争罪行，雖然與之的努力還在進行中，但在中國此數字的討論被禁區化，甚至有人認同南京發生慘案，但卻因主張仔細調查、詳加取證是否真有30萬平民死亡被處罰。另一方面在烏克蘭基輔發生的布查大屠殺中，中國網路輿論圈反射出的雙重標準等等，這類中華人民共和國自身政治正確的限制，也往往會被用來質疑中國是否存在政治勒索的行為。